# Orde van George I
De Orde van George I (Grieks: Βασιλικόν Τάγμα του Γεωργίου Α΄, Basilikon Tagma tou Georgiou A) is een Griekse ridderorde en werd op 6 januari 1915 door de Griekse Koning Constantijn I ingesteld om zijn, in 1913 in Thessaloniki vermoorde, vader te gedenken. De Orde, die ook met zwaarden werd verleend, werd verleend aan Grieken die zich op het slagveld of het gebied van bestuur, kunst, economie, wetenschap of literatuur hadden onderscheiden. Ook Grieken die in andere landen woonden en daar " het prestige van Griekenland hadden vergroot" en buitenlanders werden in deze Orde opgenomen. De Orde van George I kende vijf graden en een "George I memoriaalmedaille" die aan het lint van de Orde werd gedragen en in goud, zilver en brons werd verleend.
De Griekse republiek heeft de Orde van George I afgeschaft en vervangen door een "Orde van Verdienste (Griekenland)"

## Graden en versierselen van de Orde
- Grootkruis: de grootkruisen dragen het grote kruis van de Orde aan een grootlint en de ster van de Orde.
- Grootcommandeur: zij dragen een iets kleiner kruis van de Orde aan een lint om de hals en de vergulde plaque van de Orde.
- Commandeur: zij dragen een iets kleiner kruis van de Orde aan een lint om de hals.
- Gouden Kruis: dit kleine gouden kruis wordt gedragen aan een lint dat twee vingers breed is op de linkerborst
- Zilveren Kruis: dit kleine zilveren kruis wordt gedragen aan een lint dat twee vingers breed is op de linkerborst
- de medailles van de Orde zijn gelijk aan de kruisen maar zij zijn niet geëmailleerd.

De militaire divisie is gelijk aan de civiele divisie maar draagt zwaarden onder de lauwerkrans tussen de armen van het kruis.
Het lint van de Orde is donkerrood.

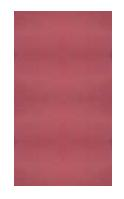
Het lint van de Orde

Het kleinood van de Orde van George I is een groot wit goudomrand Latijns kruis. In het medaillon is, tegen een rode achtergrond, het gekroonde monogram van George I te zien. De tekst van het randschrift is: ΙΣХΥΣ MOY Н АГАПН TOY ΛΑΟΥ (Ischys moy e agape toy laoy, "Mijn kracht is de liefde van het volk"), het motto van de vermoorde koning. Alle rangen en medailles dragen een koningskroon als verhoging boven hun kleinood.
De ster van de grootkruisen is achtpuntig en van zilver. Op de ster is het kleinood gelegd.
De ster van de tweede klasse is een verguld zilveren of zilveren plaque, Op de vierkante rombusvormige plaque is het kleinood gelegd.
Er zijn verschillende uitvoeringen van de ster en de plaque bekend, in het boek van Paul Hieromymussen zijn de ster en de plaque symmetrisch, op andere afbeeldingen zijn ze breder dan hoog. De plaque komt rhombusvormig of vierkant voor.